# Kedungwangi
Kedungwangi is een bestuurslaag in het regentschap Lamongan van de provincie Oost-Java, Indonesië. Kedungwangi telt 3478 inwoners (volkstelling 2010).